# Geschubde frankolijn
De geschubde frankolijn (Pternistis squamatus; synoniem: Francolinus squamatus) is een vogel uit de familie fazantachtigen (Phasianidae). De wetenschappelijke naam van de soort is voor het eerst geldig gepubliceerd in 1857 door Cassin.

## Voorkomen
De soort komt voor in het midden van Afrika en telt drie ondersoorten:
- P. s. squamatus: van zuidoostelijk Nigeria tot oostelijk Congo-Kinshasa, Gabon en Congo-Brazzaville.
- P. s. schuetti: van oostelijk Congo-Kinshasa tot Oeganda, centraal Kenia, Ethiopië en noordelijk Malawi.
- P. s. maranensis: zuidelijk Kenia en noordoostelijk Tanzania.

## Beschermingsstatus
Op de Rode Lijst van de IUCN heeft de soort de status niet bedreigd.

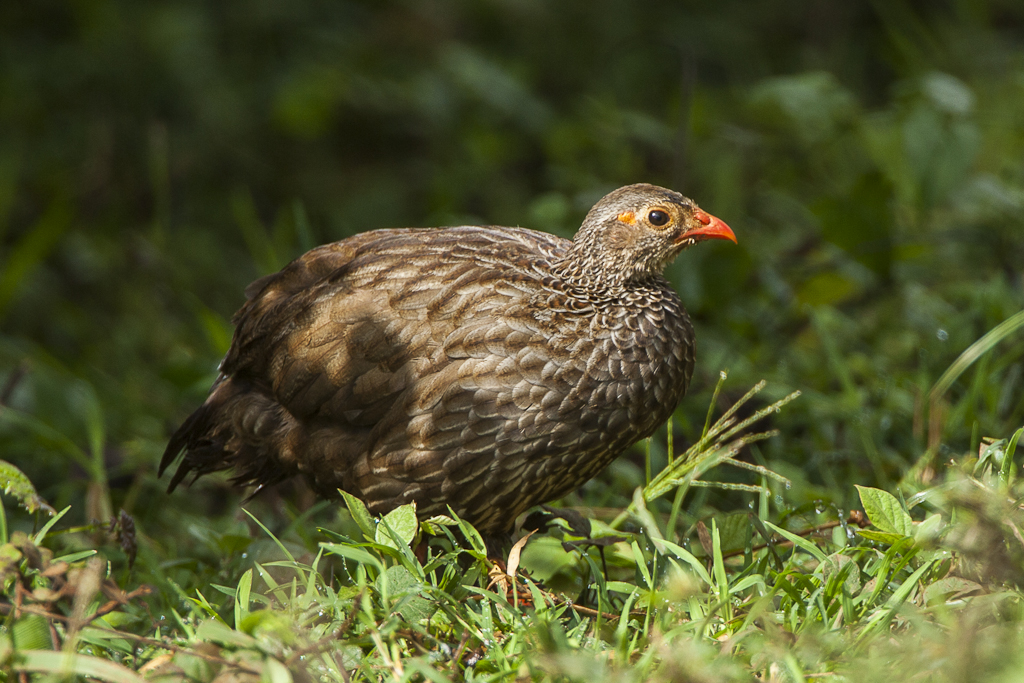